# Love's Harvest
Love's Harvest er en amerikansk stumfilm fra 1920 af Howard M. Mitchell.

## Medvirkende
- Shirley Mason som Jane Day
- Raymond McKee som Jim Atherton
- Edwin B. Tilton som Allen Hamilton
- Lila Leslie som Eleanor Hamilton